# Donji Baraći
Donji Baraći (en serbe cyrillique : Доњи Бараћи) est un village de Bosnie-Herzégovine. Il est situé dans la municipalité de Mrkonjić Grad et dans la république serbe de Bosnie. Selon les premiers résultats du recensement bosnien de 2013, il compte 307 habitants.

## Démographie

### Évolution historique de la population dans la localité
| 1948 | 1953 | 1961 | 1971 | 1981 | 1991 | 2013 |
| ---- | ---- | ---- | ---- | ---- | ---- | ---- |
| -    | -    | 639  | 752  | 633  | 524  | 307  |

|  |

### Communauté locale
En 1991, Donji Baraći faisait partie de la communauté locale de Baraći qui comptait 1 029 habitants, répartis de la manière suivante :